# 傅崇中
傅崇中（16世紀—17世紀），字臺饒、又字丙明，江西南昌府南昌縣西姚坊人，明朝政治人物。

## 生平
傅崇中在國子監讀書時被祭酒問及孔鄭箋疏、五經異同都能對答如流，是萬曆三十四年（1606年）丙午科應天鄉試舉人，授崇安知縣，為政公恕廉勤，清理豪民隱糧，惠政多著，尤其留心儒學，提拔寒微，士氣大振，陞刑部主事，在廣西恤刑多所平反，出為懷慶知府，當時流寇肆虐，朝廷急於用兵索餉，他能從容應對，又捐俸款待將士，府內得以安寧，又遇上有旨問及藩儲不法，他也能以次詰責屬下，其時有人秘密餽贈萬金，他嚴辭推卻，有部屬延誤軍機坐辟和為官不廉潔，皆以他一言獲免，各致千金報答，他俱拒絕不受，後來他遭誣陷藩案忤逆宦官，因此辭官回鄉，九十歲去世。

## 引用
1. 1 2  民國《南昌縣志·卷三十三·人物志四》：傅崇中，字臺饒，西姚坊人，萬厯丙午應天舉人，在成均時大司成引問孔鄭箋疏、五經異同應如響，授崇安知縣，清豪民隱糧，擢刑部主事，恤刑粵西多平反，粵西祠祀之，知懷慶府，流寇起軍書旁午，徵兵索餉洶洶然，崇中從容應之，又捐俸以饗將士，一郡以寧，會藩儲不法有旨問狀，崇中置其佐從於法，以次詰責其悖戾狀不少屈，時有密以萬金餽者，崇中正辭卻之，寅僚有誤軍機坐辟，屬令簠簋不飭逮繫，皆以崇中言免，各致千金為報，俱拒不受，後誣以藩案忤璫解組歸，年九十乃卒。
2. ↑  民國《崇安縣新志·卷九·名宦》：傅崇中 崇中，字丙明，南昌人，舉人，天啟二年任，公恕廉勤多著惠政，尤敦尚儒學振拔單寒，士氣大奮，邑人祀之。